# Ivan Kolenič
Ivan Kolenič (ur. 22 stycznia 1965 w Zwoleniu) – poeta i prozaik słowacki.

## Życie
Ukończył średnią szkołę rzemiosła artystycznego w Bratysławie. Imał się różnych zajęć: pracował jako robotnik zatrudniony przy wykopaliskach archeologicznych, magazynier w bibliotece, technik, wychowawca, redaktor. Uprawia również malarstwo i muzykę, a inspiracje plastyczne i muzyczne widoczne są w jego poezji. 

## Twórczość
Debiutował zbiorem wierszy Prinesené búrkou (1986, Przyniesione przez burzę). Kolejne jego tomy poetyckie to Rock and roll (1990), Pôvabné hry aristokracie (1991, Czarowne zabawy arystokracji), Slasti anarchie (1993, Rozkosze anarchii), Korienky neviditeľnosti (1994, Korzonki niewidzialności), Nespíš a nežne zapieraš (1997, Nie śpisz i czule zaprzeczasz) oraz Na výslní (2003, Na słonecznym miejscu). Jest również autorem prozatorskich tomów Mlčať (1992, Milczeć), Porušenie raja (1993, Pogwałcenie raju), Ako z cigariet dym (1996, Jak dym z papierosów), Jeden úsmev stačí (1999, Jeden uśmiech wystarczy) i Daj zbohom básneniu (2004, Pożegnaj się z poezjowaniem).
Wzorów wczesnej twórczości Koleniča należy szukać przede wszystkim w poezji beat generation, Charlesa Bukowskiego, ale także w dziełach, biografiach i legendach francuskich “poetów przeklętych”.
Z inną stylizacją mamy do czynienia w Czarownych zabawach arystokracji (nad tą książką unosi się duch poezji Ezry Pounda, echa jego wierszy słychać w wielu z zawartych w niej utworów). Tutaj podmiot to zblazowany arystokrata ducha, erudyta, hedonista, intelektualista, przerafinowany i z lekka wszystkim znudzony ironista. Kolejny tom, Rozkosze anarchii, Kolenič stylizuje na maksymalnie szczerą, epatującą fizjologią, brzydotą, dekadenckimi nastrojami, myślami samobójczymi, dezynwolturą, ekshibicjonizmem i pewną naiwnością wypowiedź o sobie. 

## Recepcja polska
Jego wiersze przekładał na polski Leszek Engelking. Duży blok poezji znalazł się w antologii Oko za ząb. Trzej współcześni poeci słowaccy. Proza Koleniča dotąd nie znalazła polskiego tłumacza. 

## Literatura
- Leszek Engelking, Posłowie [do:] Oleg Pastier, Karol Chmel, Ivan Kolenič, Oko za ząb. Trzej współcześni poeci słowaccy, Sejny 2006 Pogranicze
- mz [Miroslav Zelinský], [hasło] Kolenič, Ivan. (W:) Slovník slovenských spisovatelů, Praha 1999